# Slivenecký hřbitov

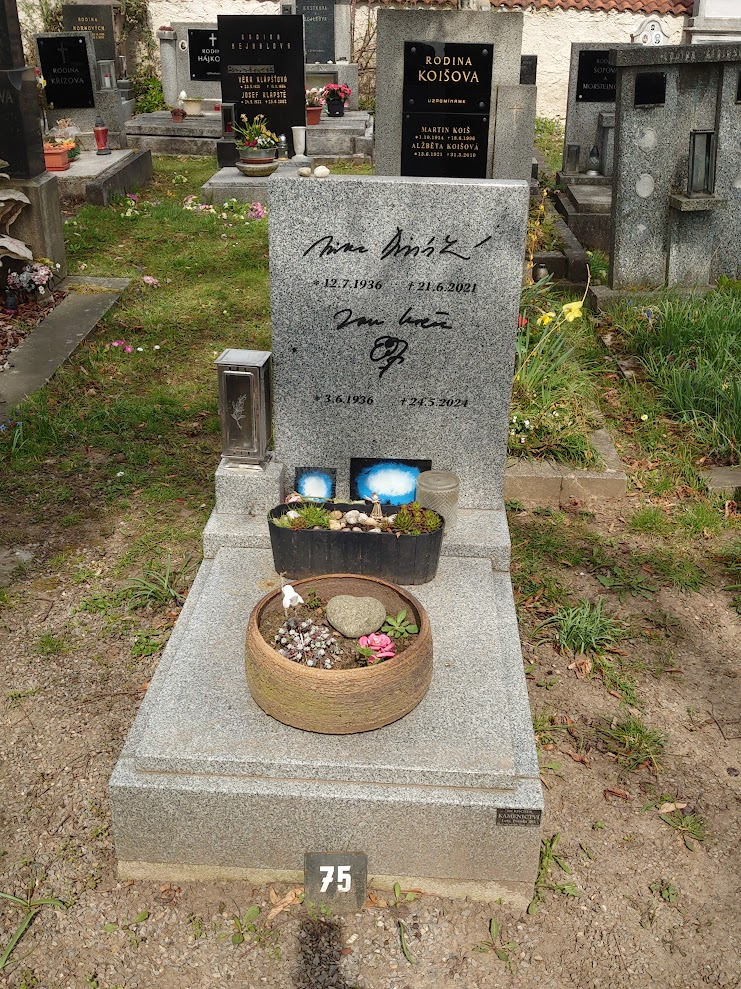
Hrob Jana Kačera a Niny Divíškové

Slivenecký hřbitov se nachází v Praze v městské čtvrti Slivenec v ulici Višňovka ve východní části obce. Jeho provozovatelem je MČ Praha Slivenec.

## Historie
Původní starý hřbitov ve Slivenci býval uprostřed obce u kostela Všech svatých, po roce 1784 byl zrušen. Nový hřbitov se nachází na náhorní plošině mezi Višňovkou a Drbcem, nad údolím zvaným Doly v přírodním parku Radotínsko–chuchelský háj. Cesta od hlavní brány vede ke staré márnici, za kterou hřbitov pokračuje novou částí. Na hlavní cestě po pravé straně se nachází hrob rodiny kamenických mistrů Žežulků, který je zhotoven z červeného sliveneckého mramoru. Na hřbitově je také válečný hrob s ostatky padlých vojáků ruské osvobozenecké armády, vlasovců. Celkem jsou zde uloženy ostatky 17 padlých na území Slivence v období května 1945. Od roku 2011 je součástí pohřebistě rozptylová loučka. Jsou zde pohřbeni herec Jan Kačer s Ninou Divíškovou.

## Galerie

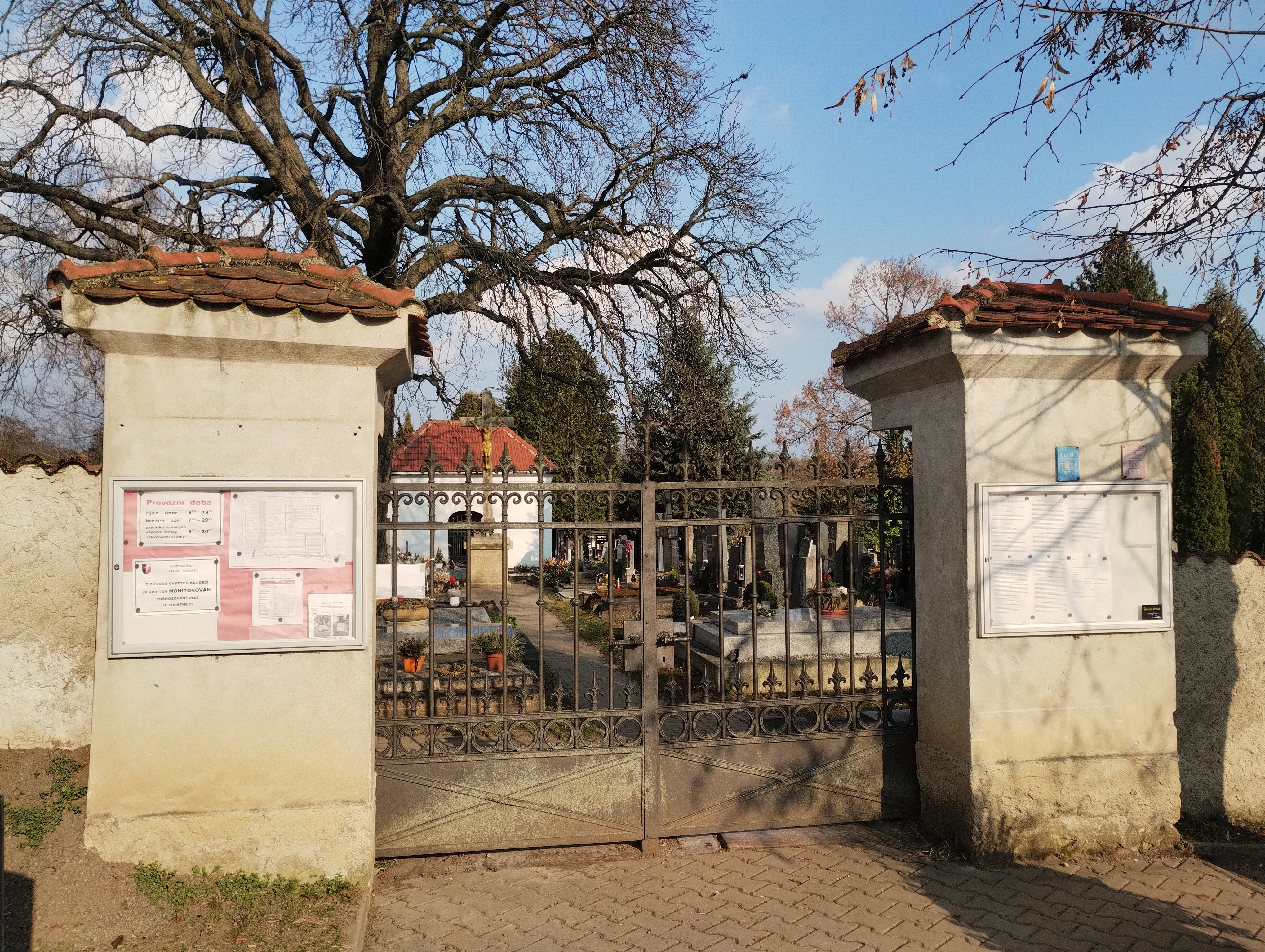
Vstupní brána
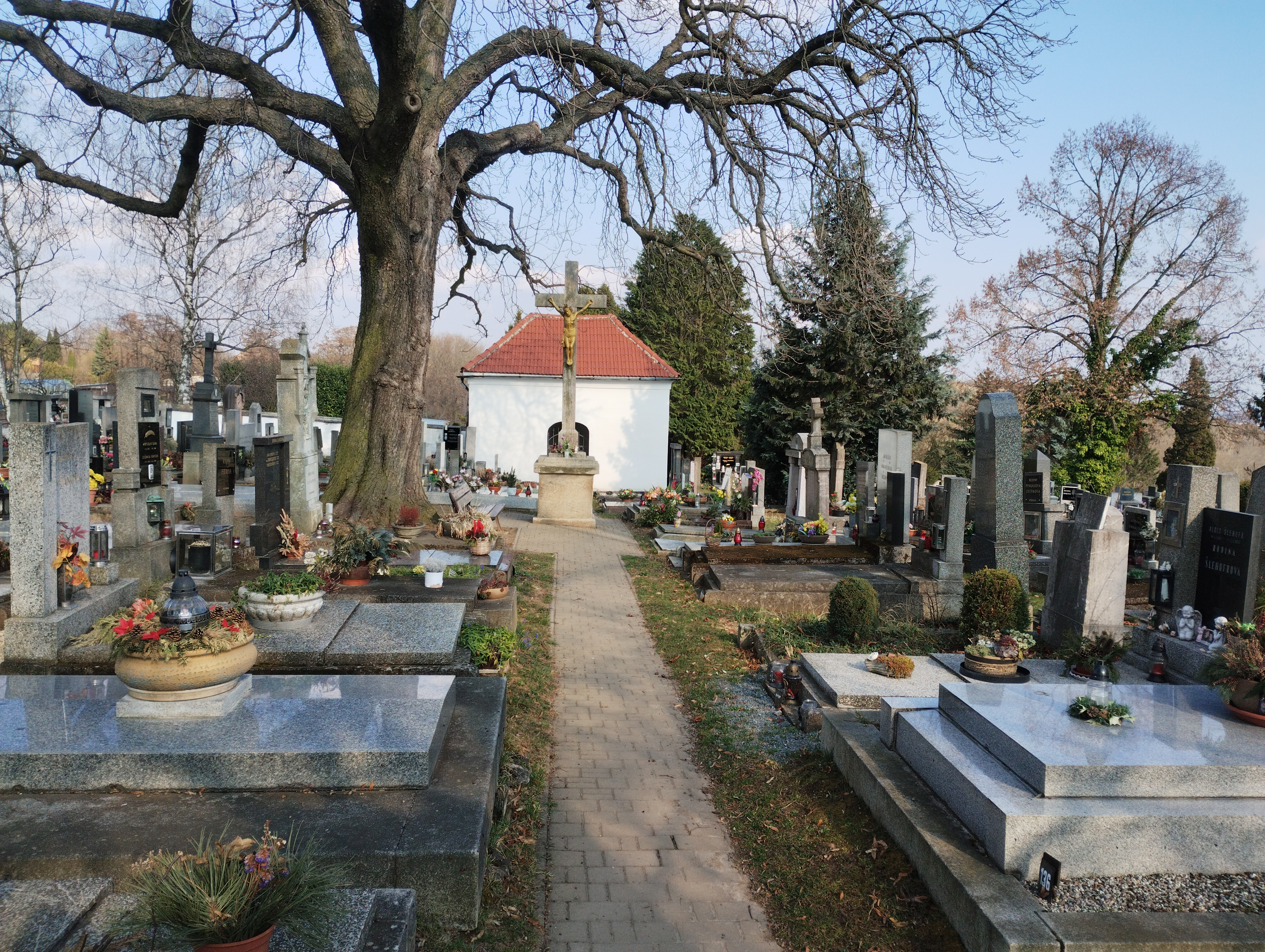
Pohled od vstupní brány
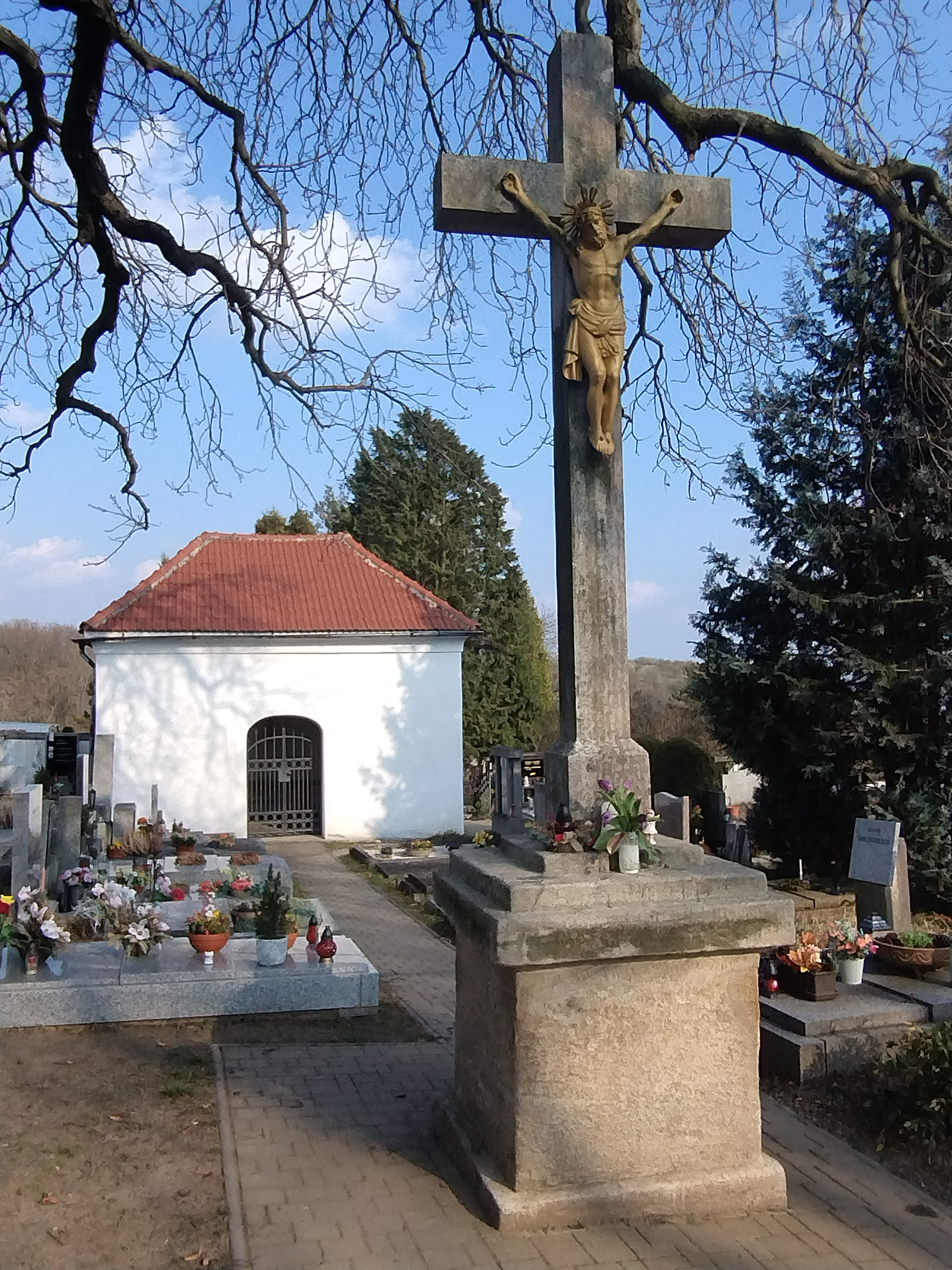
Márnice a kříž
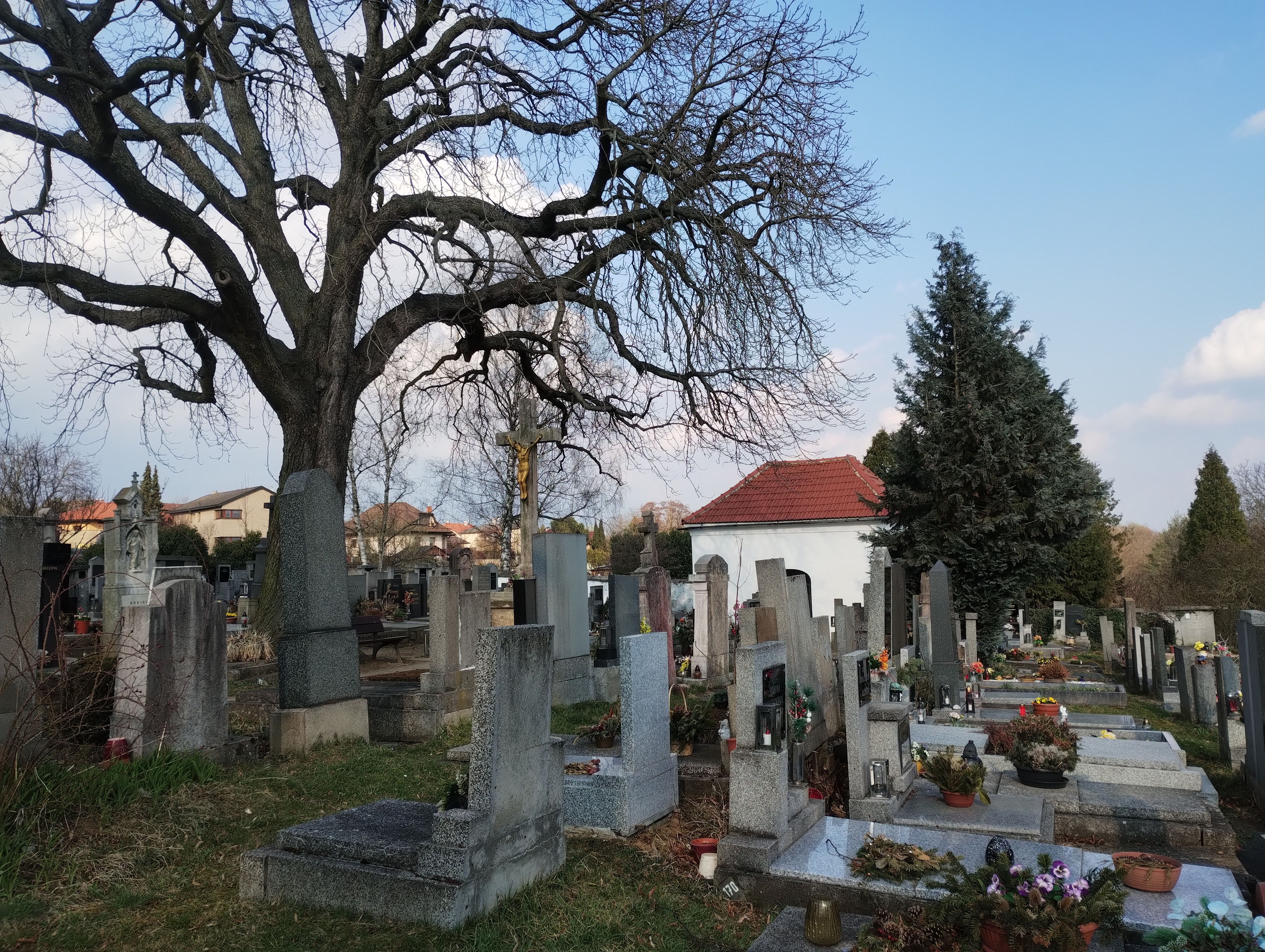
Hřbitov
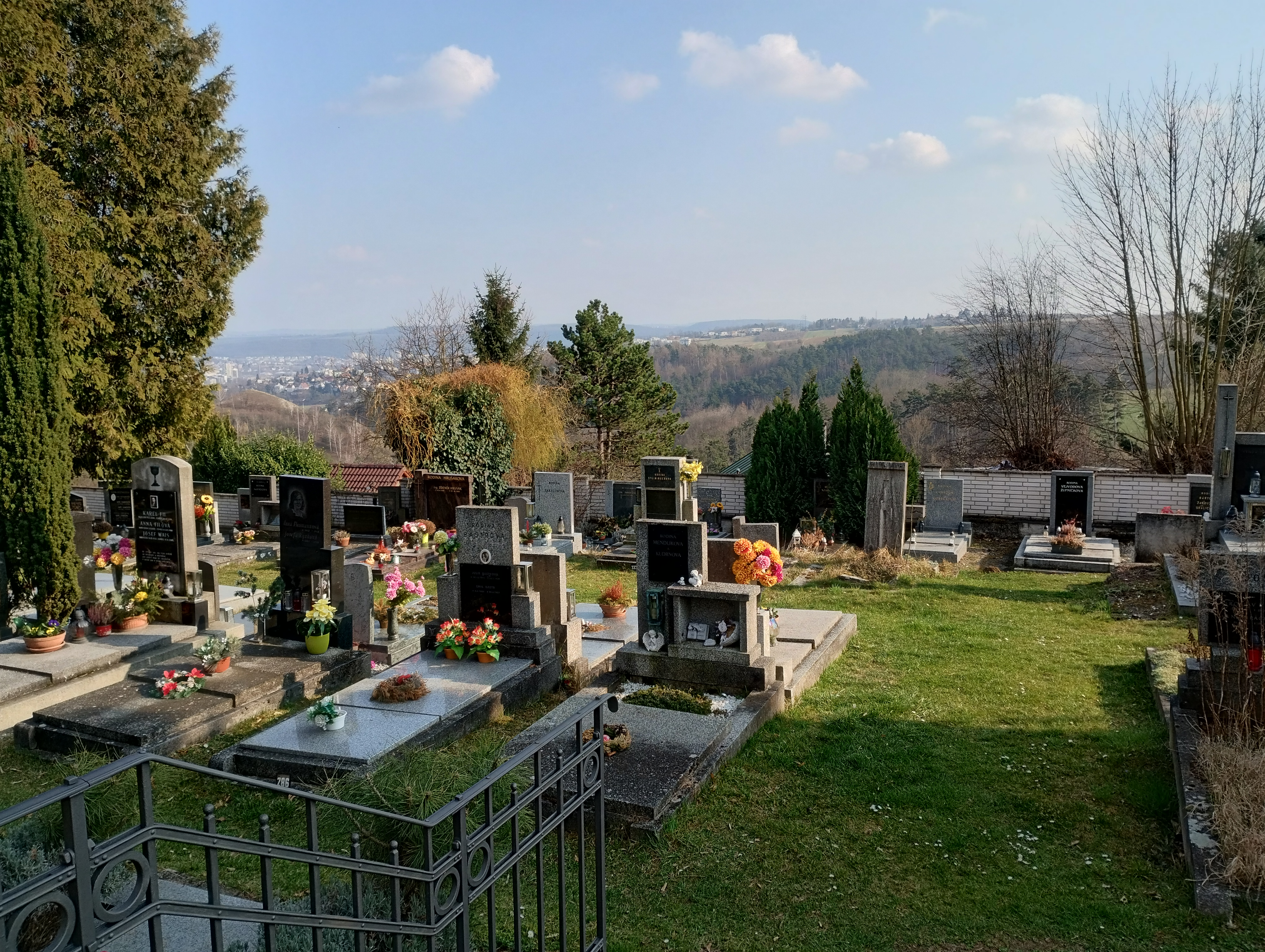
Pohled do krajiny
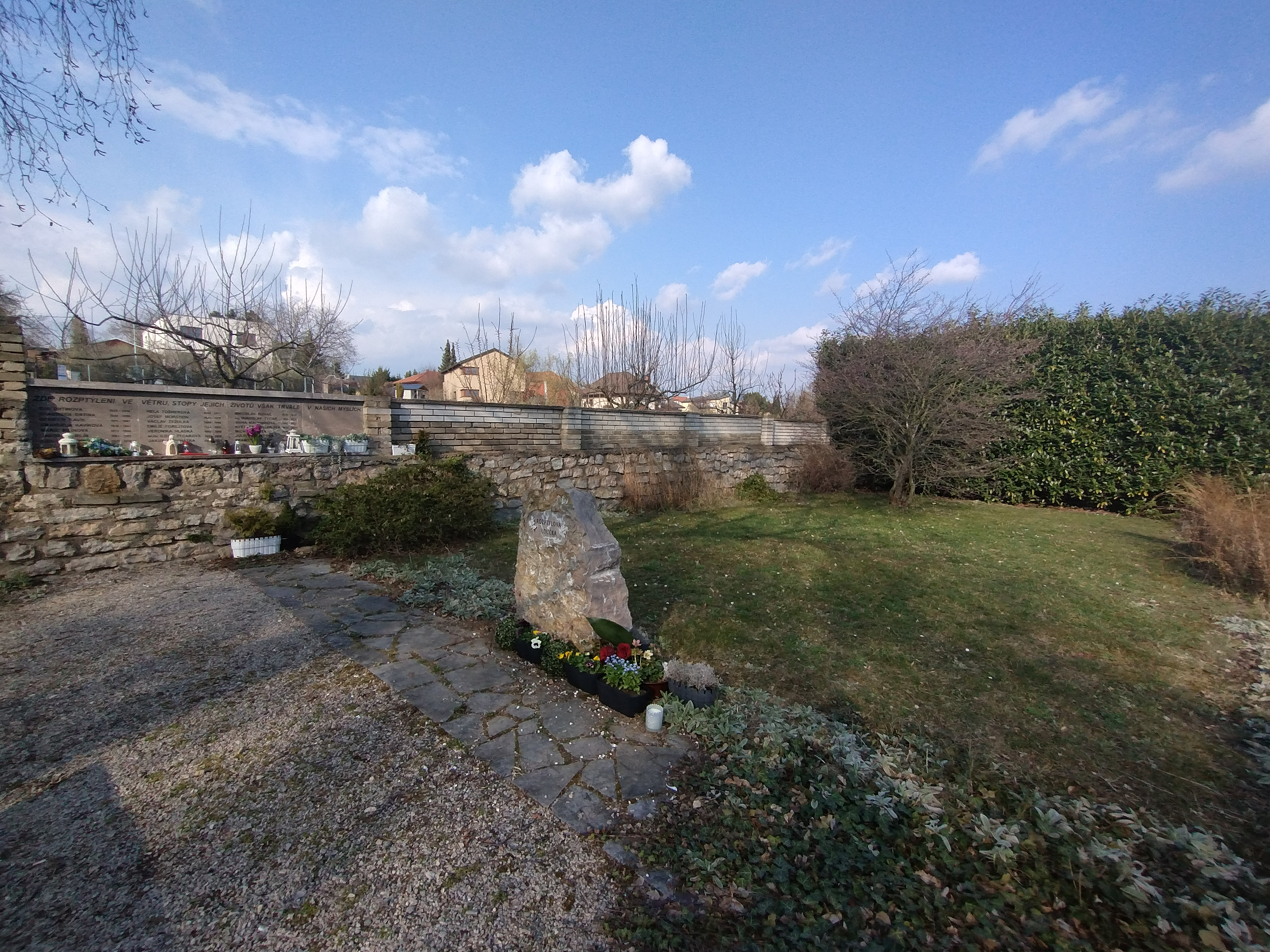
Rozptylová loučka
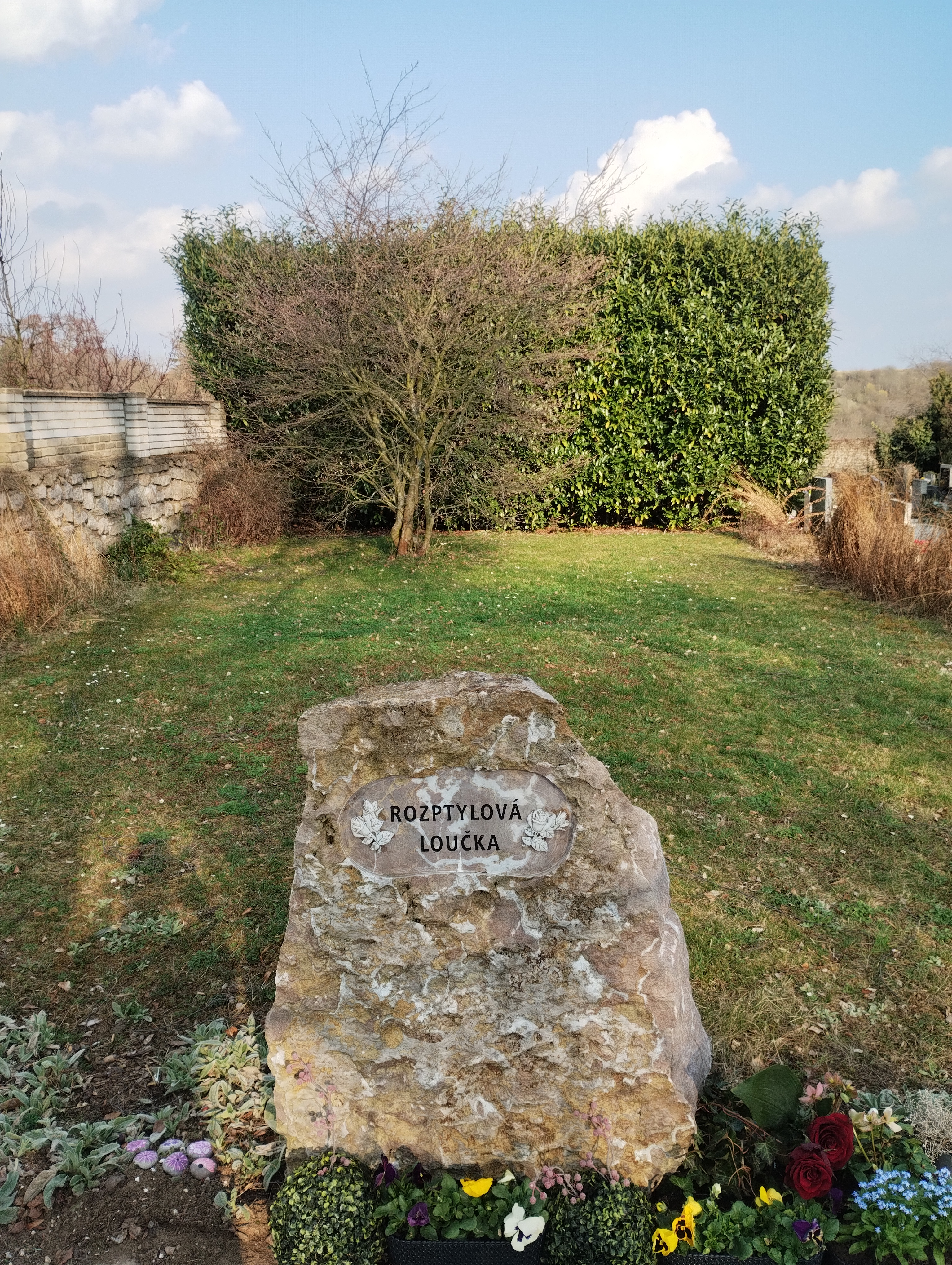
Rozptylová loučka
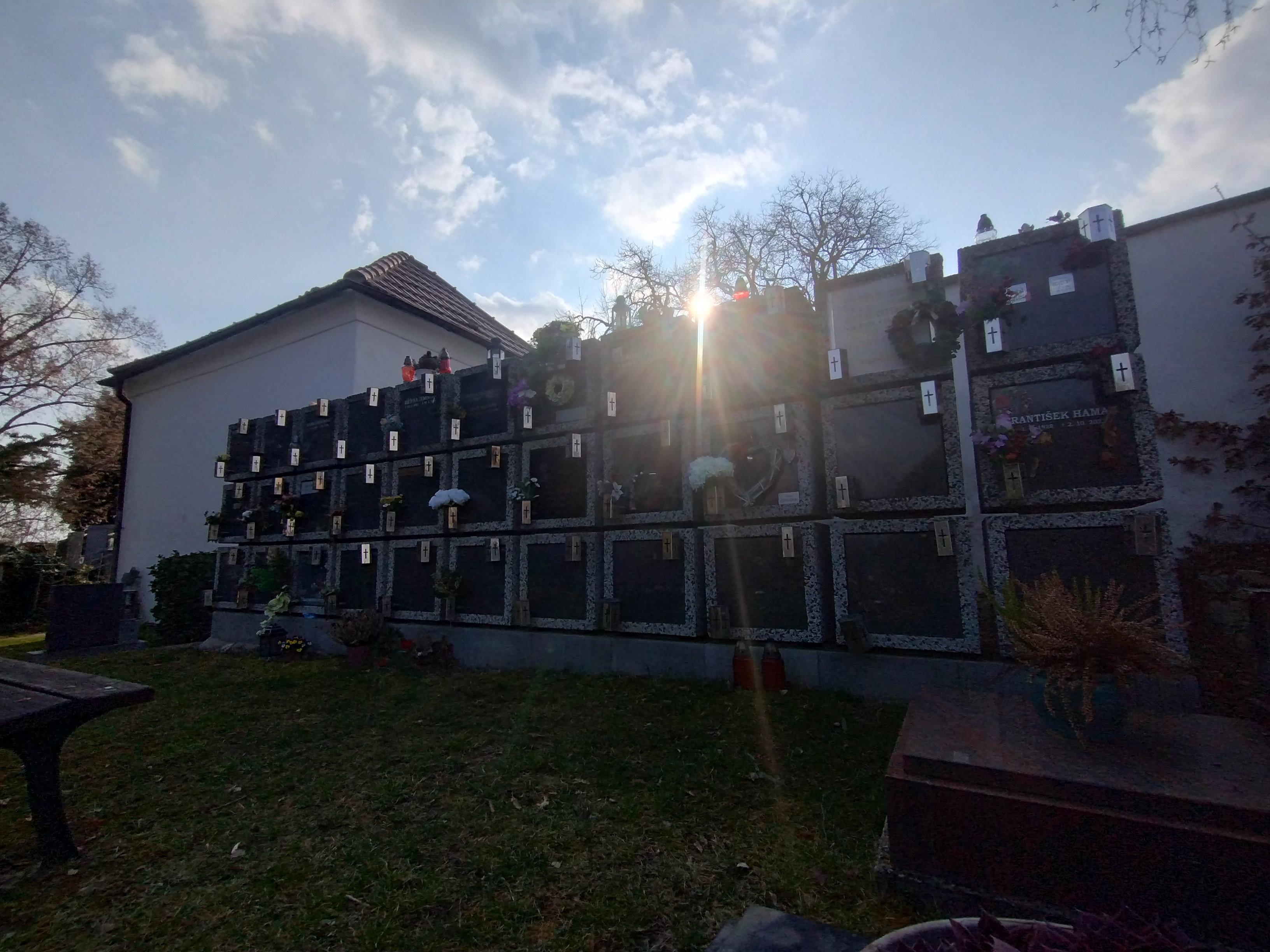
Urny
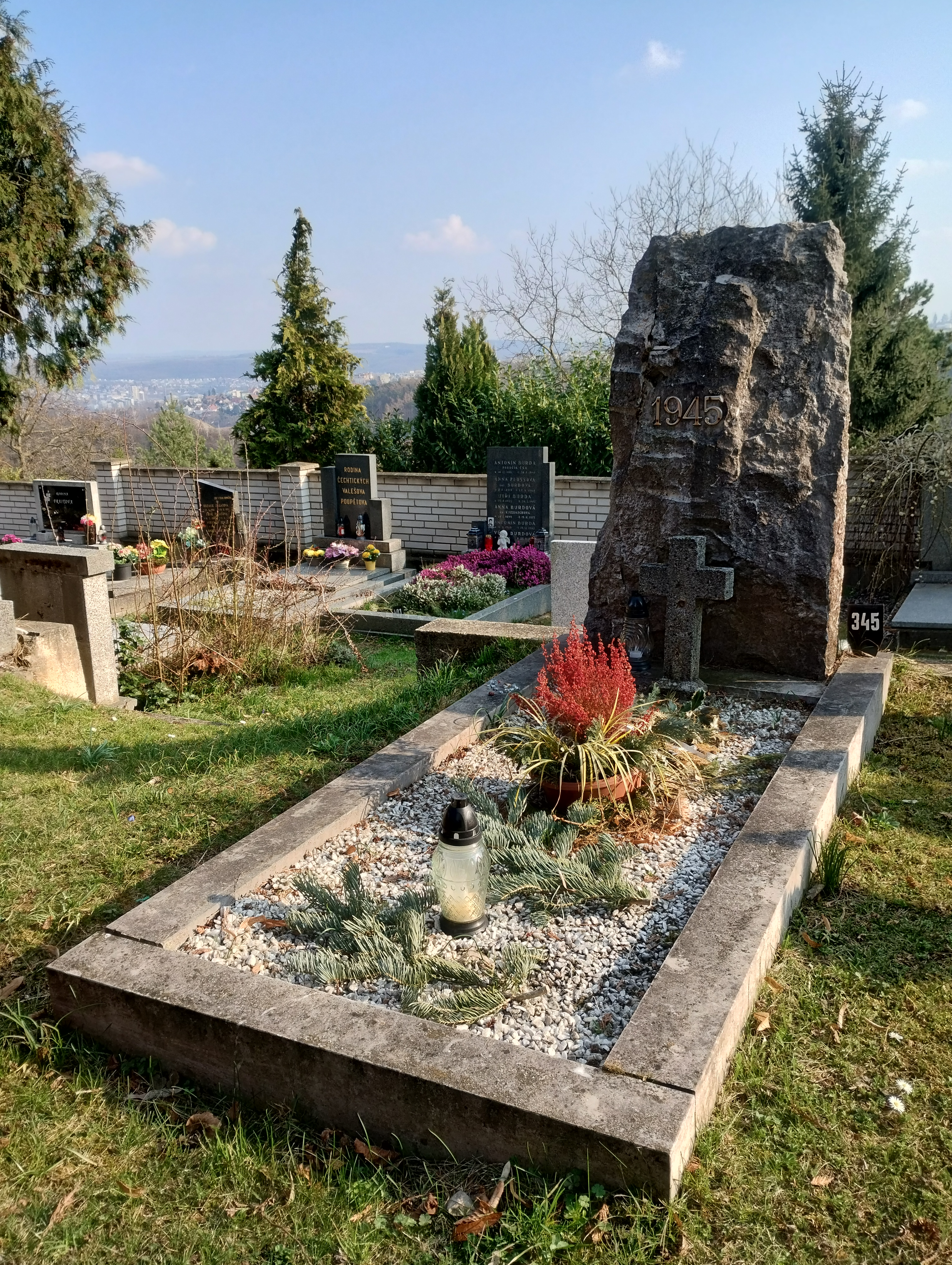
Válečný hrob s ostatky padlých vojáků ruské osvobozenecké armády
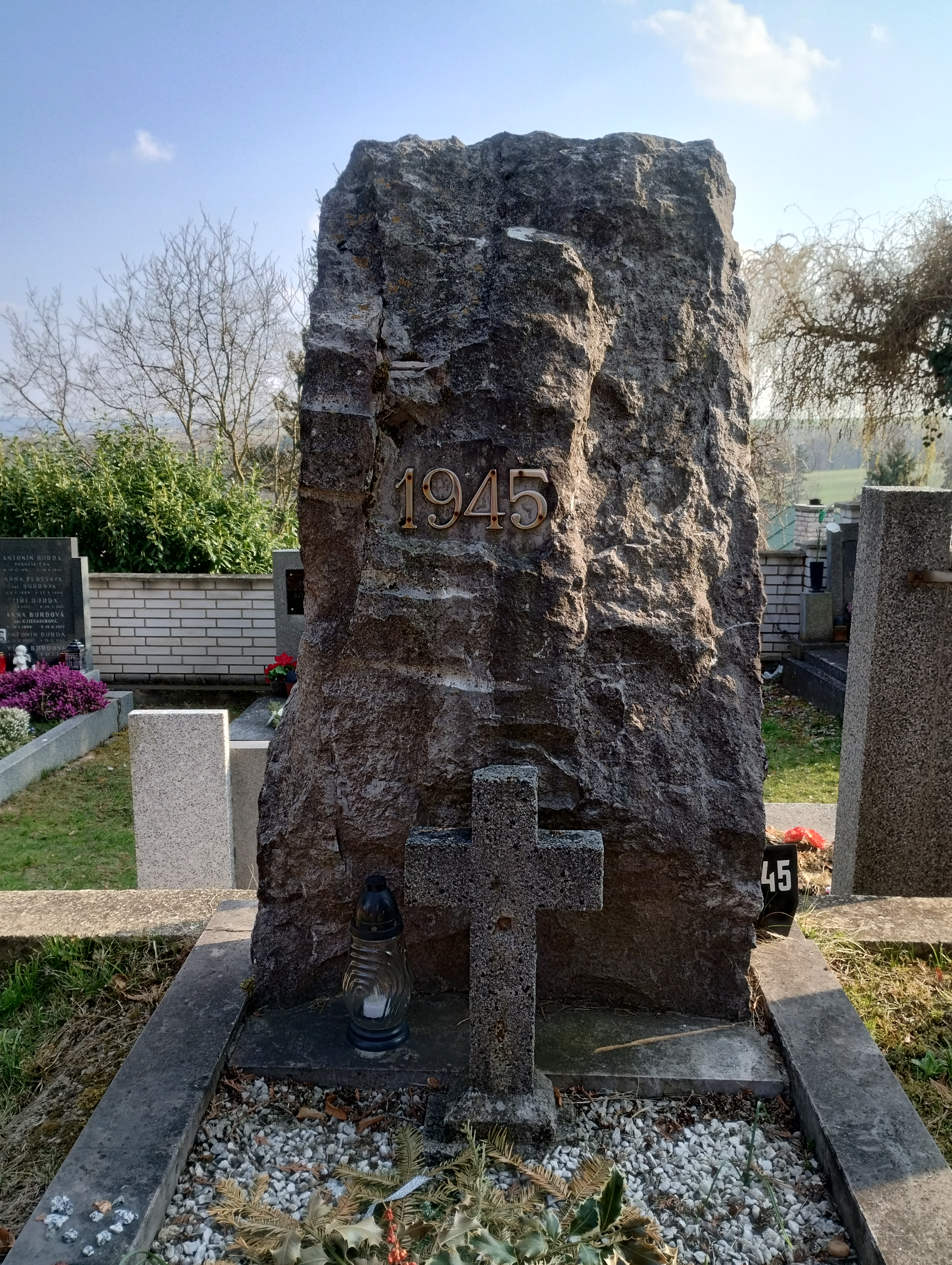
Válečný hrob s ostatky padlých vojáků ruské osvobozenecké armády, detail
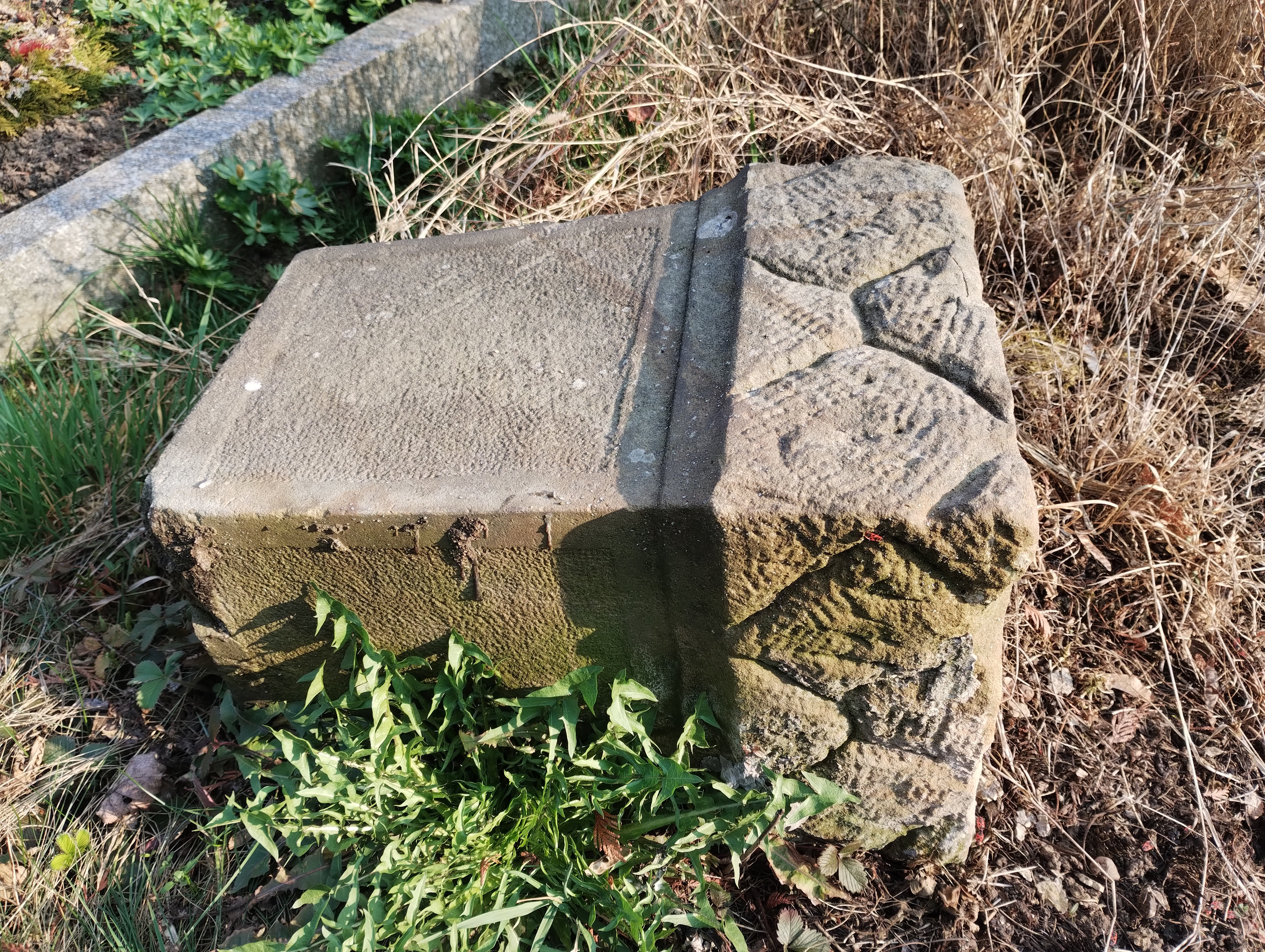
Kámen
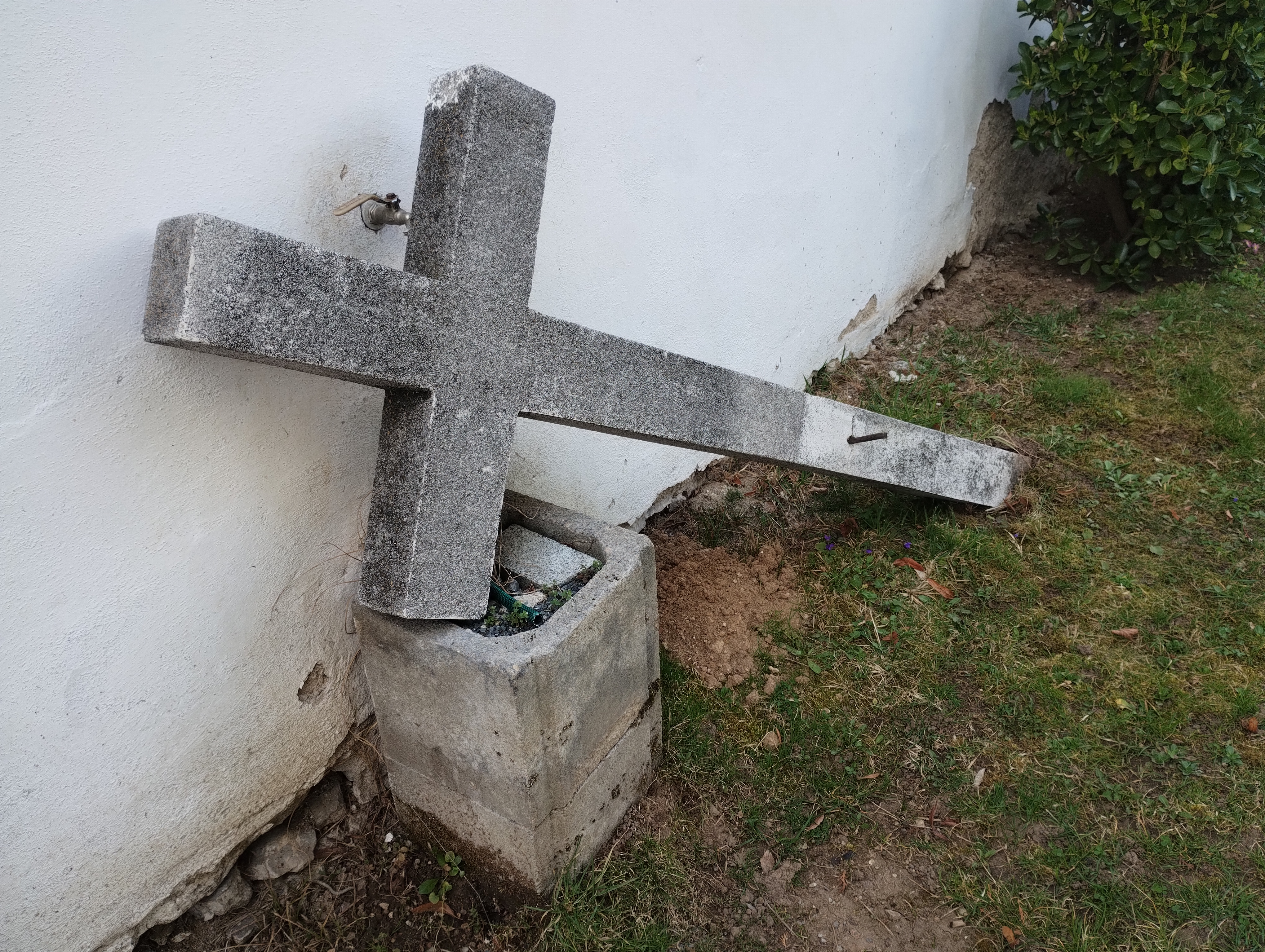
Kříž u zdi márnice
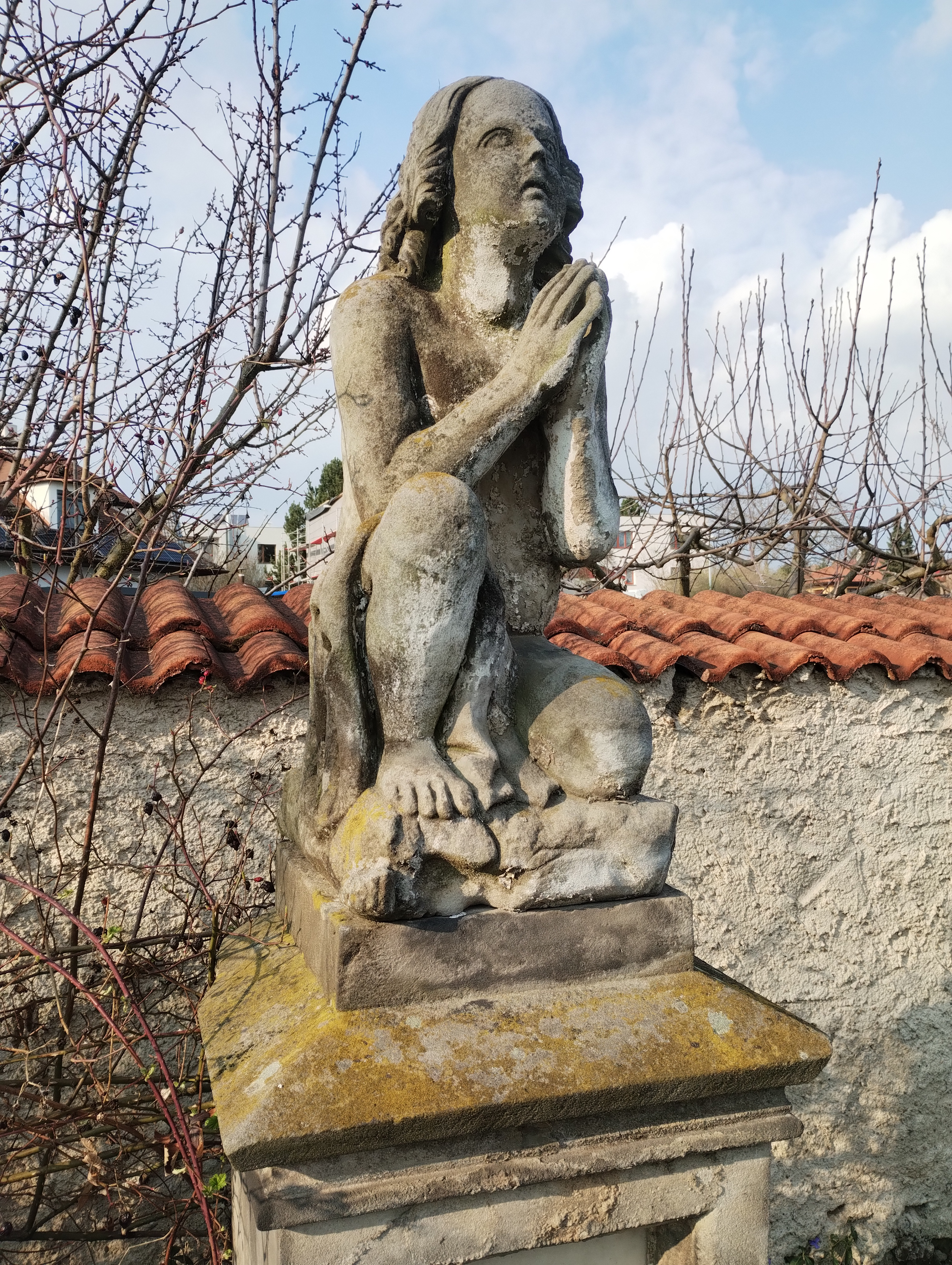
Socha na jednom z náhrobků